# Козја Лука
Козја Лука је насељено мјесто у општини Фоча, Република Српска, БиХ. Према попису становништва из 2013. у насељу је живјело само 44 становника.

## Становништво
| Демографија | Демографија | Демографија |
| Година      | Становника  | Становника  |
| ----------- | ----------- | ----------- |
| 1961.       | 244         |             |
| 1971.       | 832         |             |
| 1981.       | 719         |             |
| 1991.       | 447         |             |